# Skulpturenpark der Neuen Nationalgalerie und Skulpturen am Kulturforum

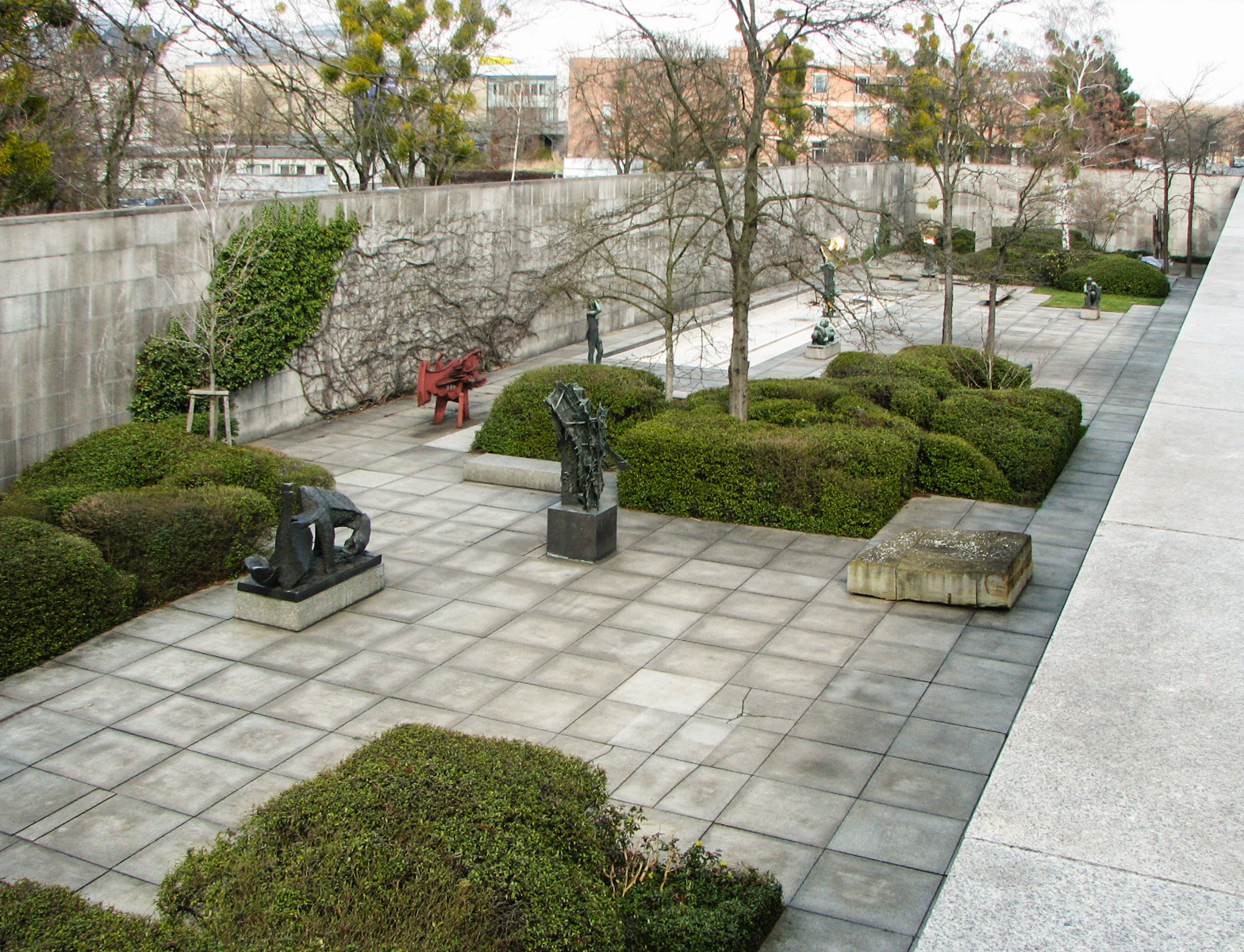
Skulpturengarten der Neuen Nationalgalerie (vor Sanierung)

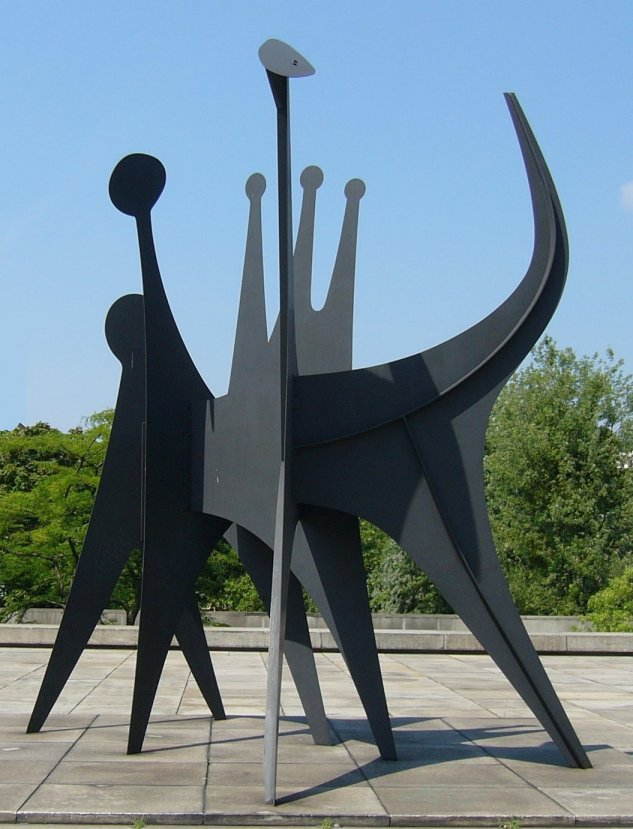
Têtes et Queue, Alexander Calder

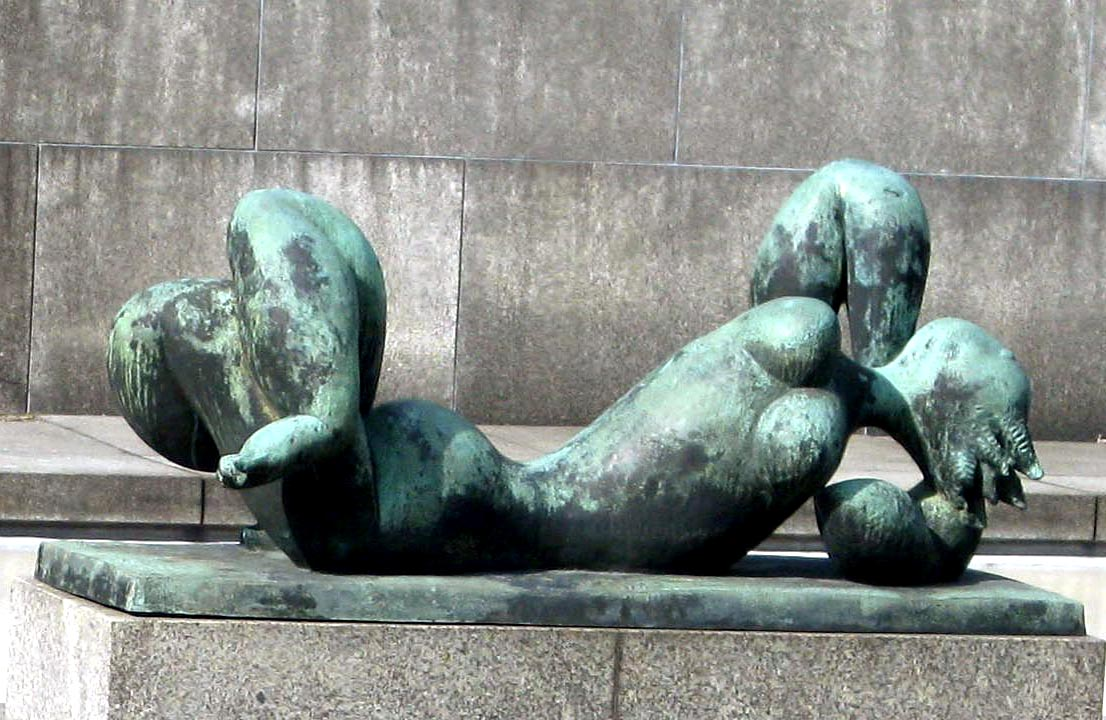
Träumende von Waldemar Grzimek (Vordergrund) und Der Herbst von Henri Laurens (Hintergrund)

Der Skulpturenpark der Neuen Nationalgalerie und die Skulpturen am Kulturforum sind eine Skulpturensammlung auf den Terrassen und im Garten der Neuen Nationalgalerie, die ein Teil des Berliner Kulturforums ist. Nach der Sanierung der Neuen Nationalgalerie sind die Skulpturen seit August 2021 wieder öffentlich zugänglich.

## Sammlung
Die Sammlung besteht aus nachfolgenden Werken, die das Œuvre der bedeutendsten internationalen und deutschen Künstlern vergegenwärtigen.
- Polis (1968) von Joannis Avramidis
- Tor am Karlsbad (1991) von Volker Bartsch
- Seitigkeiten (1998) von Volker Bartsch
- Historie und Histologie (2003) von Silvia Breitwieser
- Faltenwerfung (2003) von Katja Natascha Busse
- Têtes et Queue (1965) von Alexander Calder
- Gudari (1957) von Eduardo Chillida
- Großer Schreitender I (1921) von Ernesto de Fiori
- Meditation gegen das Schweigen (2003) von Sylvia Christina Fohrer
- Große Neeberger Figur (1971–4) von Wieland Förster
- Bohrung XI 2-delig (1985) von Nikolaus Gerhart
- Träumende (1964) von Waldemar Grzimek
- Altar (1975) von Volkmar Haase
- Raumschichtung 60/20 (1960) von Otto Herbert Hajek
- Stahl 4/63 (1963) von Erich Hauser
- Drei vertikale Motive (1966–1967) von Bernhard Heiliger
- Echo I und II (1987) von Bernhard Heiliger
- Constellation (1991) von Bernhard Heiliger
- Dietrich Bonhoeffer (1977) von Alfred Hrdlicka
- Imperial Love (1966/2006) von Robert Indiana
- Ohne Titel (1990) von Hans Josephsohn (Schenkung)
- Großer Janus II (1985/1995) von Fritz Koenig
- Der Herbst (1948) von Henri Laurens
- Stahlblatt Nr. 5 (1986) von Alf Lechner
- On the Beach (1968–1970) von Wilhelm Loth
- Punch (1966) von Bernhard Luginbühl
- Platzgestaltung Kulturforum (1992) von Heinz Mack
- Maja (1942) von Gerhard Marcks
- Orpheus (1959) von Gerhard Marcks
- Der Schrei (1963) von Marino Marini
- Afrika IV (1962) von Matschinsky-Denninghoff
- Archer (1964) von Henry Moore
- Broken Obelisk (1963–1967) von Barnett Newman
- Die Bastion (1980–1981) von Ansgar Nierhoff
- Steinskulptur (1984) von Karl Prantl
- Der Ring (1985) von Norbert Radermacher
- Große Wäscherin (1917–1918) von Auguste Renoir
- Vier Vierecke im Geviert (1969) von George Rickey
- Steinskulptur 2 von Ulrich Rückriem
- Dolomit (1978) von Ulrich Rückriem
- Berlin Block Charlie Chaplin (1978) von Richard Serra
- Berlin Junction (1986–1987) von Richard Serra
- Pferdekopf (1976) von Hans Wimmer

## Fotogalerie

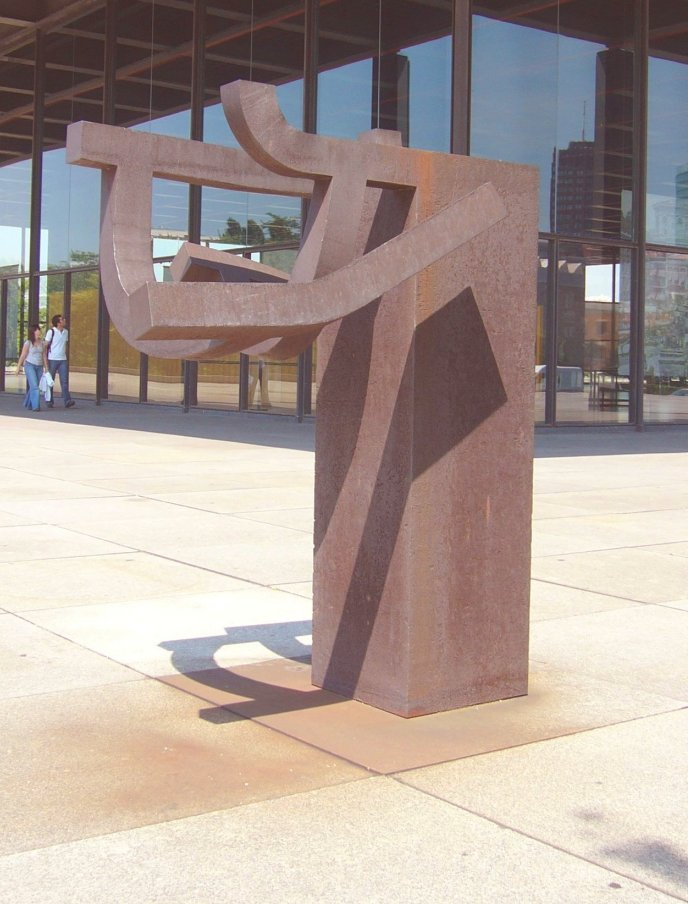
Gudari Eduardo Chillida
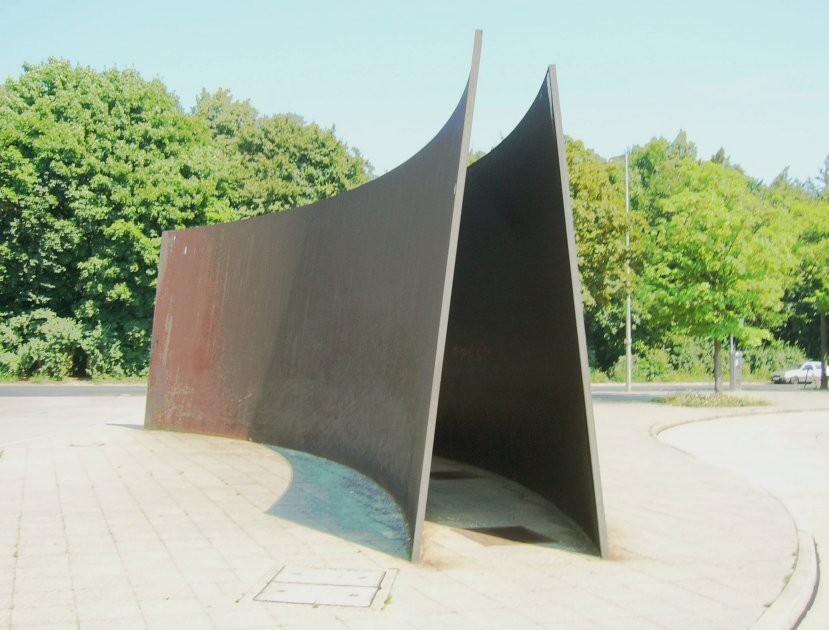
Berlin Junction, Richard Serra
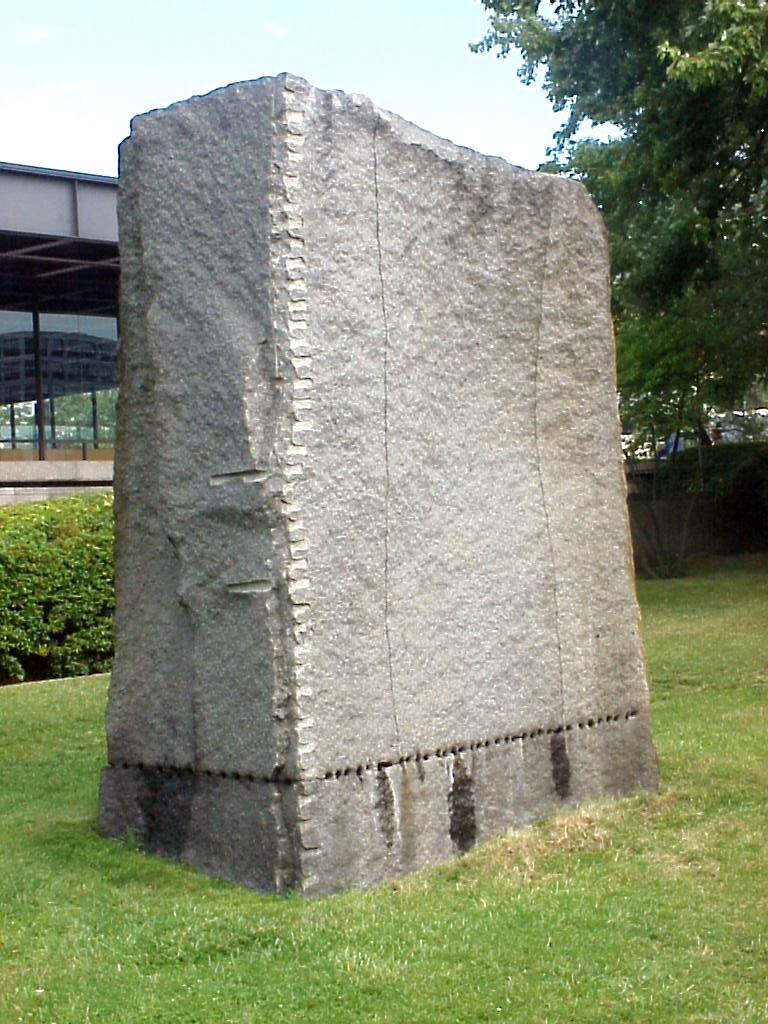
Steinskulptur, Ulrich Rückriem
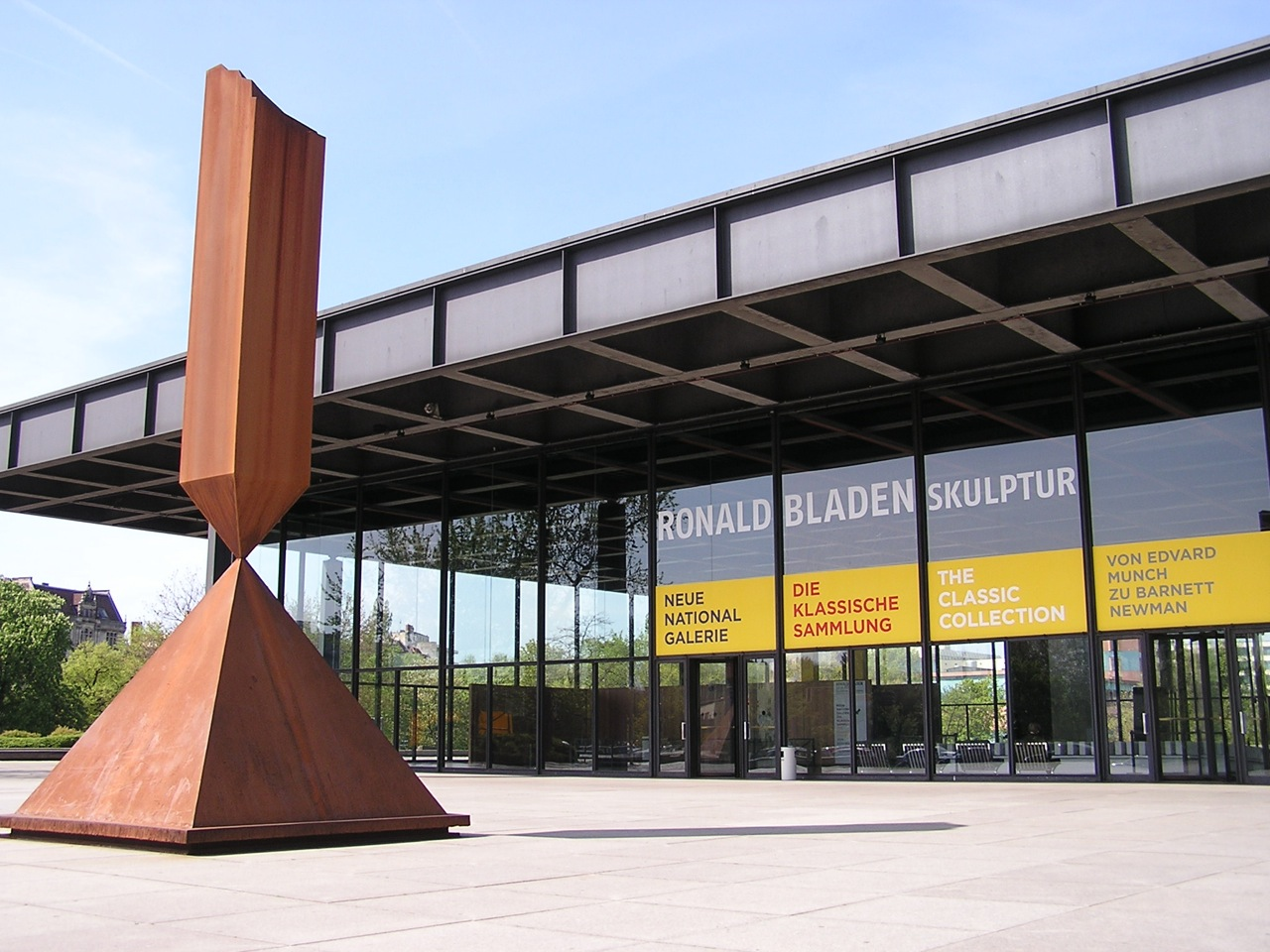
Broken Obelisk, Barnett Newman
Vier Vierecke im Geviert, George Rickey
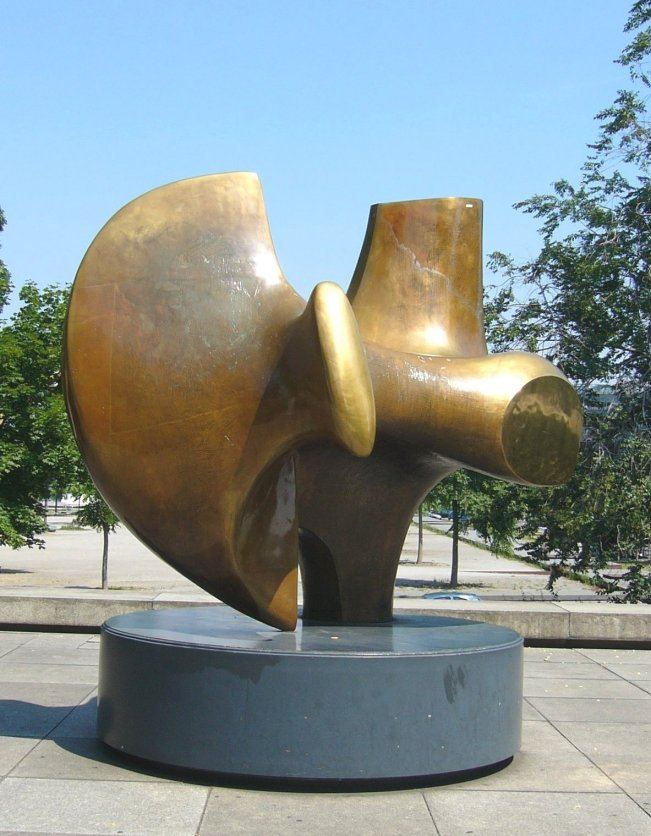
Archer, Henry Moore
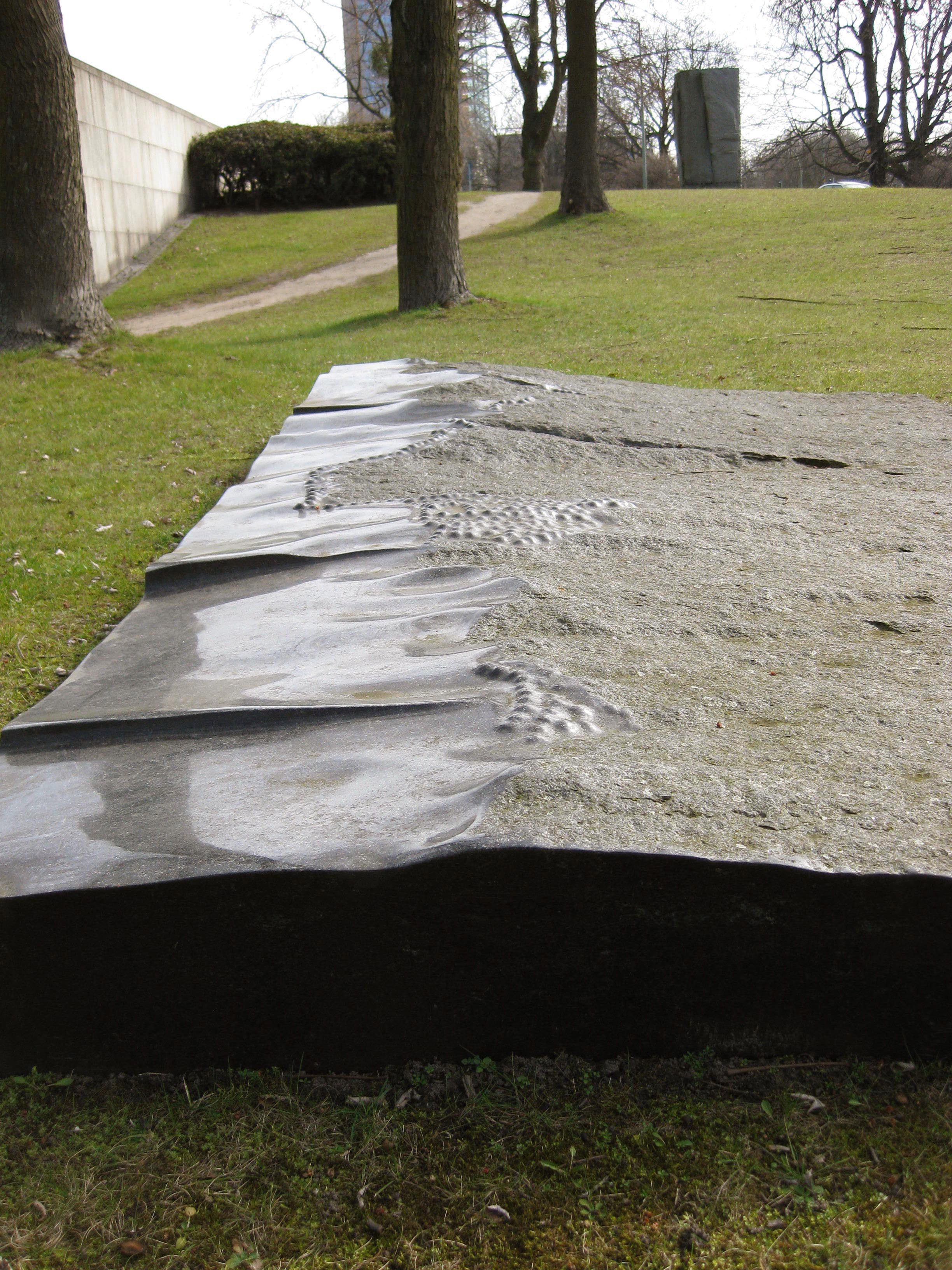
Steinskulptur (1984), Karl Prantl
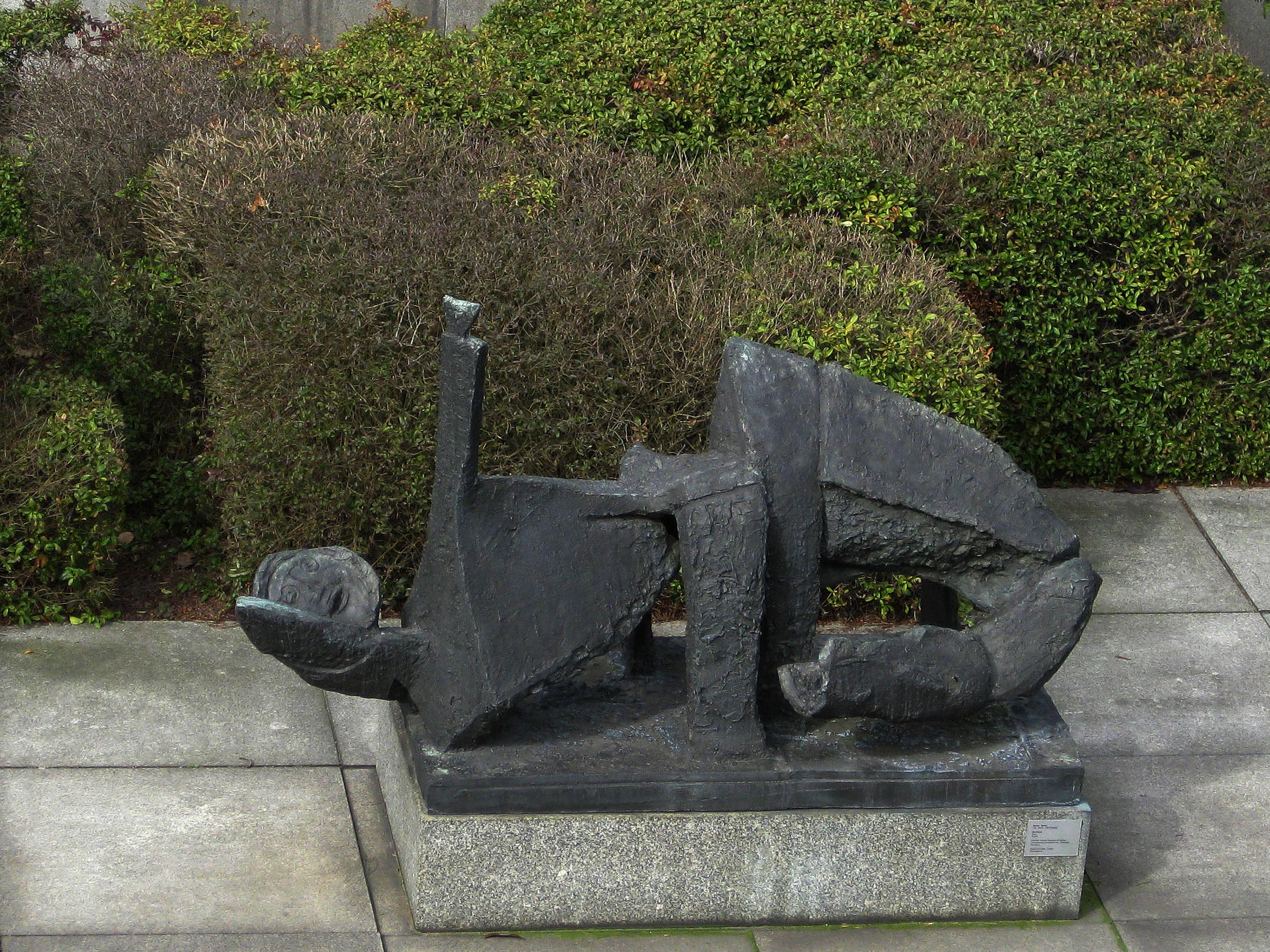
Der Schrei (1963), Marino Marini
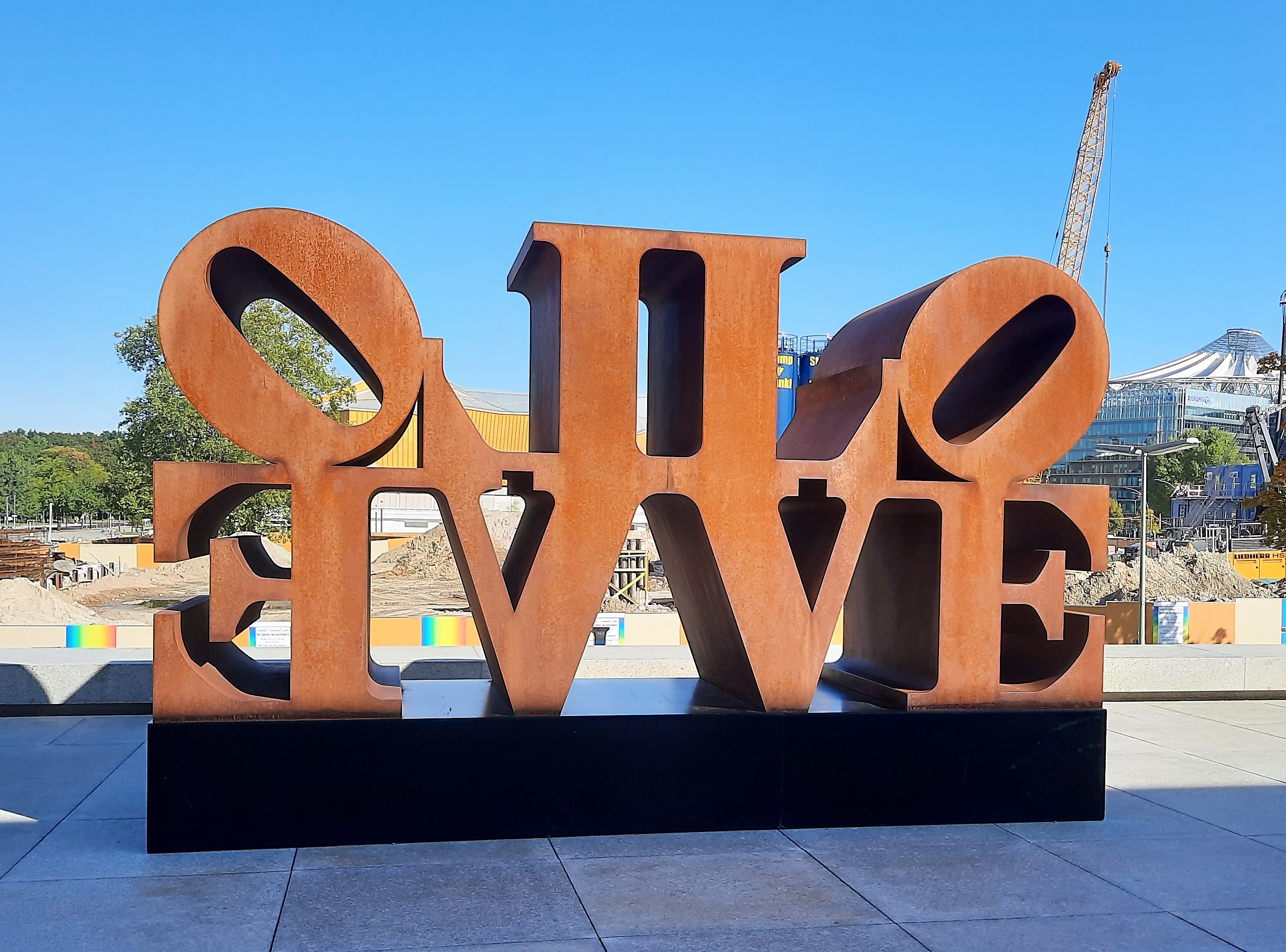
Imperial Love (1966/2006), Robert Indiana
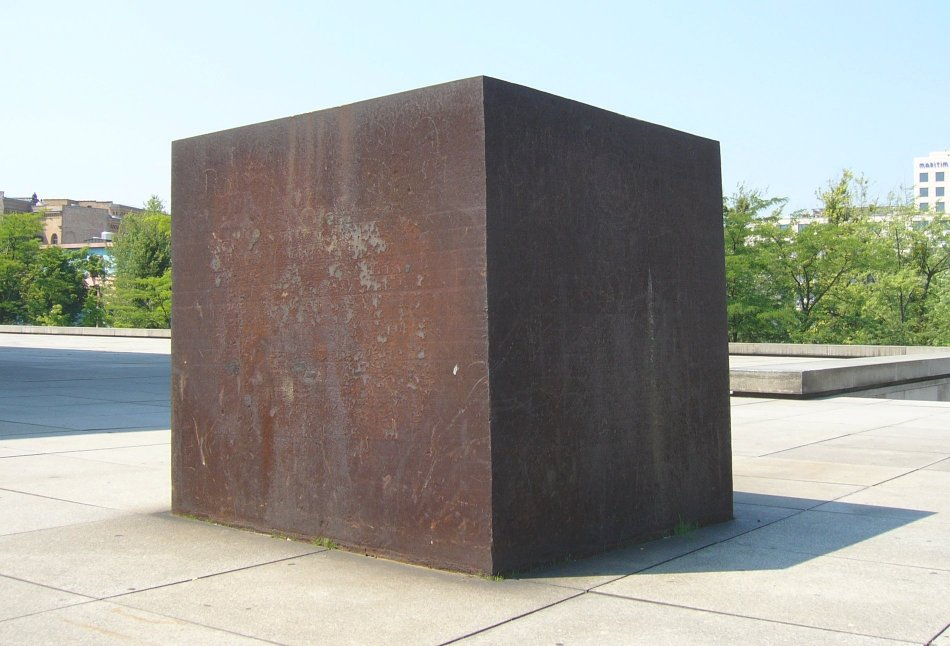
Block for Charly Chaplin (1978), Richard Serra